# Abou Mâya
Abou Mâya är en ö i Djibouti. Den ligger i den centrala delen av landet, 50 km väster om huvudstaden Djibouti.
Terrängen på Abou Mâya är varierad. Öns högsta punkt är 15 meter över havet.